# Den vita borgen
Den vita borgen är en roman av den turkiska författaren Orhan Pamuk.  
Originalets titel är Beyaz Kale (1985). Handlingen äger rum i Konstantinopel på 1600-talet dit en venetiansk man förs som slav. Han hamnar hos vetenskapsmannen och astrologen Hodja och tillsammans får de i uppdrag att bygga en stor krigsmaskin åt sultanen. Romanen skildrar relationen mellan Hodja och venetianen, som liknar varandra till förväxling. 
Romanen publicerades på svenska av Tidens Förlag 1992 med översättning av Kemal Yamanlar och Anne-Marie Özkök. 